# Genista albida
Genista albida är en ärtväxtart som beskrevs av Carl Ludwig von Willdenow. Genista albida ingår i släktet ginster, och familjen ärtväxter. Inga underarter finns listade i Catalogue of Life.